# Sundance Film Festival
Sundance Film Festival, tidigare Utah Film Festival och US Film Festival, är en filmfestival för independentfilm, som arrangeras i Utah i USA i slutet av januari varje år sedan 1978.
Många filmskapare har slagit igenom efter att ha blivit uppmärksammade vid Sundance Film Festival, däribland Kevin Smith, Robert Rodriguez, Quentin Tarantino, Todd Field, David O. Russell, Paul Thomas Anderson, Steven Soderbergh, Darren Aronofsky, James Wan, Edward Burns och Jim Jarmusch.

## Historia
Filmfestivalen började arrangeras för första gången i augusti 1978 och hölls då i Salt Lake City, Utah. Initiativtagare var Sterling Van Wagenen, dåvarande chef för Robert Redfords filmbolag Wildwood, och John Earle från Utah Film Commission. Van Wagenen lämnade arrangemanget 1979 för att leda utvecklingen av det som så småningom blev Sundance Institute, en ideell organisation som stöttar oberoende filmskapare.
1981 flyttades festivalen till Park City, Utah, och man ändrade månad för arrangemanget från september till januari.
1984 tog Sundance Institute över huvudmannaskapet för festivalen, vilket medförde att Sterling Van Wagenen var tillbaka i ledningen.
1991 ändrade festivalen sitt namn från US Film Festival till Sundance Film Festival, efter Robert Redfords karaktär i filmen Butch Cassidy och Sundance Kid från 1969.

## Prisvinnare
Priser delas ut varje år vid Sundance Film Festival i ett flertal kategorier. Till exempel förekom 34 olika priskategorier (både till filmer och individer) vid 2023 års festival.

### Vinnare av 'Juryns stora pris – amerikansk dramafilm'
- 1982: Circle of Power
- 1984: Old Enough
- 1985: Blood Simple
- 1986: Smooth Talk
- 1987: Waiting for the Moon/The Trouble with Dick
- 1988: Heat and Sunlight
- 1989: True Love
- 1990: Chameleon Street
- 1991: Poison
- 1992: In the Soup
- 1993: Ruby in Paradise/Public Access
- 1994: What Happened Was...
- 1995: The Brothers McMullen
- 1996: Welcome to the Dollhouse
- 1997: Sunday
- 1998: Slam
- 1999: Three Seasons
- 2000: Girlfight/You Can Count on Me
- 2001: The Believer
- 2002: Personal Velocity
- 2003: American Splendor
- 2004: Primer
- 2005: Forty Shades of Blue
- 2006: Quinceañera
- 2007: Padre Nuestro
- 2008: Frozen River
- 2009: Precious
- 2010: Winter's Bone
- 2011: Like Crazy
- 2012: Beasts of the Southern Wild
- 2013: Fruitvale Station
- 2014: Whiplash
- 2015: Me and Earl and the Dying Girl
- 2016: The Birth of a Nation
- 2017: I Don't Feel at Home in This World Anymore
- 2018: The Miseducation of Cameron Post
- 2019: Clemency
- 2020: Minari
- 2021: CODA
- 2022: Nanny
- 2023: A Thousand and One
- 2024: In the Summers